# Organika
Organika – organ zarządzania branżowego w PRL, pierwotnie pod nazwą Zjednoczenie Przemysłu Organicznego „Organika”, z siedzibą w Warszawie przy ul. Żurawiej 6/12 (1954–1981), następnie jako Zrzeszenie Przedsiębiorstw Przemysłu Organicznego „Organika”.
Koordynowana branża, podbranża lub grupa wyrobów:
- barwniki i półprodukty organiczne
- środki ochrony roślin
- środki pomocnicze dla przemysłów: włókienniczego i włókien sztucznych, skórzanego, gumowego, garbarskiego i innych
- materiały fotochemiczne

## Jednostki organizacyjne
- Biuro Projektów Przemysłu Organicznego „Organika”, Warszawa; ostatnio Przedsiębiorstwo Projektowania, Usług Technicznych i Handlu „Organika”, zlikwidowane w 2000
- Bydgoskie Zakłady Fotochemiczme „Organika-Foton”, Bydgoszcz; od 1997 część koncernu FOMA Bohemia Hradec Králové, zlikwidowane w 2007
- Dolnośląskie Zakłady Chemiczne „Organika”, Żarów; następnie Zakłady Chemiczne „Organika” SA, 5 lutego 2002 zarząd ogłosił upadłość firmy
- Gdańskie Zakłady Chemiczne „Organika-Fregata”, Gdańsk Oliwa; obecnie „Fregata” SA
- Łódzkie Zakłady Chemiczne „Organika”, Łódź; obecnie Zakłady Chemiczne „Organika” SA
- Malborskie Zakłady Chemiczne „Organika”, Malbork; obecnie Organika SA
- Nadodrzańskie Zakłady Przemysłu Organicznego „Organika-Rokita”, Brzeg Dolny; obecnie PCC Rokita SA, grupa PCC SE Duisburg
- Warszawskie Zakłady Fotochemiczne „Organika-Foton”, Warszawa; zlikwidowane w 2007
- Wolskie Zakłady Przemysłu Barwników „Organika”, Wola Krzysztoporska; firma zlikwidowana
- Zakłady Chemiczne „Organika-Argon”, Łódź; obecnie Lek SA, grupa Sandoz
- Zakłady Chemiczne Organika-Azot, Jaworzno; obecnie Organika Środowisko SA[2]
- Zakłady Chemiczne „Organika-Benzyl”, Skarżysko–Kamienna; firma zlikwidowana w 2004
- Zakłady Chemiczne „Organika-Sarzyna”, Nowa Sarzyna; obecnie Zakłady Chemiczne Organika-Sarzyna SA, Grupa Chemiczna CIECH
- Zakłady Chemiczne „Organika-Zachem”, Bydgoszcz; od 2006 Grupa Chemiczna CIECH, zlikwidowane w 2013
- Zakłady Przemysłu Barwników „Organika-Boruta”, Zgierz; obecnie część firmy Boruta-Zachem Kolor Sp. z o.o. w Bydgoszczy
- Przedsiębiorstwo Budowlano-Montażowe „Organika”, Pionki następnie Przedsiębiorstwo Robót Montażowych „Chemomontaż”, zlikwidowane.